# Ligotka (przystanek kolejowy)
Ligotka – dawny wąskotorowy przystanek osobowy w Ligotce, w gminie Prusice, w powiecie trzebnickim, w województwie dolnośląskim, w Polsce. Został otwarty w 1895, a zamknięty w 1991 roku.